# Église Saint-Hilaire de Bouvaincourt-sur-Bresle
L'église Saint-Hilaire de Bouvaincourt-sur-Bresle est située au centre du village de Bouvaincourt-sur-Bresle dans l'ouest du département de la Somme.

## Historique
La construction de l'église Saint-Hilaire remonte au XIIe siècle pour le clocher, au XIIIe siècle pour le chœur, le transept a été construit au XIVe siècle et la nef au XVe siècle.

## Caractéristiques

### Extérieur
L’église de Bouvaincourt a été construite en pierre selon un plan en forme de croix latine. L'élément le plus imposant de cette église est la tour-clocher qui s'élève sur quatre étages. Ce clocher massif est de style roman. Au sud, à la rencontre du clocher et de l’église, se trouvent les restes d'une tourelle ronde dans laquelle une meurtrière est percée. Aux deuxième et troisième étages du clocher, des meurtrières ont été ouvertes. Au quatrième étage, trois fenêtres ont été créées.
On pénètre dans le bâtiment par un porche à deux entrées ogivales, l’une au nord et l’autre au sud. L’épaisseur des murs à cet endroit est de 1,70 m. 
Le chœur comprend cinq fenêtres en plein cintre ou ogivales. Elles sont sept fois plus longues que larges. Un arceau sépare le chœur de la nef.

### Intérieur
L'église conserve plusieurs œuvres d'art protégées en tant que monuments historiques :
- un blochet avec tête d'homme sculptée en bois blanchi[4] ;
- une statue en bois de saint Jacques le Majeur du XVIIe siècle[5] ;
- des fonts baptismaux en grès du XVIIe siècle[6] ;
- un lutrin en bois du XVIIIe siècle[7] ;
- un Christ en croix en bois bruni du XVIIIe siècle[8] ;
- une statue d'évangéliste assis, en bois bruni (XVIIIe siècle)[9] ;
- une chaire transformée en ambon, en bois doré (XVIIIe siècle)[10] ;